# Thomi Jourdan
Thomi Jourdan (* 1974) ist ein Schweizer Politiker (EVP). Seit dem 1. Juli 2023 ist er Regierungsrat des Kantons Basel-Landschaft und Vorsteher der Volkswirtschafts- und Gesundheitsdirektion.

## Ausbildung und berufliche Tätigkeiten
Nach seinem Ökonomiestudium mit Abschluss als lic. rer. pol. an der Universität Basel arbeitete Jourdan von 2000 bis 2007 als Streetworker und stellvertretender Geschäftsführer bei der Stiftung Jugendsozialwerk. Nachfolgend war er Abteilungsleiter Personal beim Felix-Platter-Spital, bevor er als Personalleiter bei der Gesundheits- und Umweltdirektion der Stadt Zürich arbeitete. 2015 bis 2023 war er Geschäftsführer bei einem Basler Immobilienunternehmen.

## Politik

### Regierungsrat
Jourdan begann sein Amt als Regierungsrat am 1. Juli 2023 als Vorsteher der Volkswirtschafts- und Gesundheitsdirektion.
2013 kandidierte er bei der Ersatzwahl für den verstorbenen Peter Zwick (CVP) für den Regierungsrat des Kantons Basel-Landschaft, unterlag jedoch knapp Anton Lauber von der CVP. Bei seiner zweiten Kandidatur, zehn Jahre später, wurde er am 12. Februar 2023 nach dem Rücktritt von Thomas Weber (SVP) in den Baselbieter Regierungsrat gewählt. Er wurde somit schweizweit der erste EVP-Politiker in einer Kantonsregierung und gewann unter anderem gegen die SVP-Kandidatin und Nationalrätin Sandra Sollberger-Muff.

### Gemeinderat
Er war von 2008 bis 2023 Vorsteher des Departements Hochbau und Planung im Gemeinderat (Exekutive) von Muttenz.

### Landrat
Von 2001 bis 2009 war er Mitglied des Baselbieter Kantonsparlaments (Landrat des Kantons Basel-Landschaft) und grösstenteils in der Finanzkommission tätig.

## Privates
Jourdan ist verheiratet und Vater von drei Kindern und einem Pflegekind. Er lebt in Muttenz.